# Gonzalo de Saavedra y Cueto
Gonzalo de Saavedra y Cueto, marquès de Bogaraya, (París, 1831-Madrid, 1899) va ser un militar, polític, músic i genet espanyol, diputat a Corts, alcalde de Madrid, governador civil de aquesta província i president del seu Diputació durant el regnat de Alfons XII i Regència de Maria Cristina.

## Ambient familiar
De família aristocràtica. Va ser fill del poeta i dramaturg Ángel de Saavedra, III duc de Rivas, i de María de la Encarnación de Cueto grans d'Espanya. El seu pare va ser diputat a Corts, senador i prócer del Regne, ambaixador a Nàpols i a París, ministre de la Governació i de Marina, president del Consell de Ministres i del Consell d'Estat, director de les Reials Acadèmies de la Llengua i de la Història, cavaller de les Ordes del Toisó d'Or, Santiago i Malta i gran creu de la de Carles III.
Gonzalo va néixer en París el 12 d'agost de 1831, durant el exili dels seus pares. Pocs mesos després, la família es va traslladar a Tours, i van residir en aquesta ciutat fins a 1833, any en què van poder tornar a Espanya gràcies a la amnistia atorgada per la flamant Reina Governadora.
Va ser el quart dels nou fills del matrimoni (que tots van ostentar títols nobiliaris), i el segon dels homes. El primogènit, Enrique, IV duc de Rivas (1828-1914), va ser com el seu pare escriptor, diplomàtic, senador, acadèmic de l'Espanyola i cavaller del Toisó d'Or. I entre els seus germans menors van figurar Ramiro, marquès de Villalobar (1838-c.1895), que va ser diputat a Corts, i Teobaldo, marquès de Viana (1839-1898), que va ser diputat i senador, regidor de l'ajuntament de Madrid i immediat predecessor de Gonzalo en el càrrec de governador civil d'aquesta província.
Va tenir per cunyats al diplomàtic Juan Ximénez de Sandoval, marquès de la Rivera de Tajuña, ministre plenipotenciari a Sant Petersburg, i a tres senadors del Regne: Narciso de Heredia y Heredia, II marquès d'Heredia (1832-1912); Jacobo Ozores y Mosquera, marquès d'Aranda i senyor de la Casa de Rubianes (1830-1901), i Francisco Caballero y Rozas, marquès del Villar i de Torneros (1822-1907), que va ser abans que ell alcalde de Madrid, dues vegades.
I era nebot carnal del també diplomàtic i escriptor Leopoldo Augusto de Cueto, marquès de Valmar (1815-1901), cap de missió en Copenhague, Washington, Viena i Múnic, senador, secretari d'Estat i acadèmic de les Reials de la Llengua i de Belles Arts.
El 26 de juny de 1857 es va casar amb Fernanda de Gaviria y Gutiérrez, de qui no no va tenir descendència. Era filla de Manuel de Gaviria y Alcoba, marquès de Gaviria i comte de Buena Esperanza, i de María Gutiérrez Tejedor.

## Carrera militar
Va ingressar en l'exèrcit com cadet d'Artilleria, però va deixar aquesta acadèmia per la de Cavalleria, on va obtenir el despatx d'alferes de aquesta arma. Va servir algun temps en Cuba, a les ordres del general Concha. I en 1868 es va retirar amb l'ús de comandant de Cavalleria, arran de la Revolució que va destronar Isabel II.
Poc després es va unir als Voluntaris de la Llibertat, milícia que defensava la Monarquia constitucional contra la República federal. I va tenir el comandament d'un dels dos esquadrons de Cavalleria d'aquestes forces, cridat popularment el de l'aigua de colònia, amb el qual va participar en diversos conats de pronunciament alfonsí.

## Equitació
El marquès de Bogaraya va ser un excel·lent genet i domador de cavalls, prestigiós entre els millors del seu temps. Les primeres lliçons de equitació les hi va impartir el duc de Medina Sidonia, segons el nou mètode de François Baucher. I va continuar la seva instrucció en París amb l'autor del mateix i amb James Fillis, aconseguint una depurada tècnica en munta i domatge. Durant tota la seva vida va promoure aquest esport, ensinistrant desinteressadament a diverses generacions de cavallistes als maneigs del Ministeri de la Guerra i dels criadors Fernán Núñez, Torre Arias, Alcañices i Veragua.

## Activitat musical
Virtuós flautista, Bogaraya va protagonitzar la difusió a Espanya de la flauta de sistema Boehm. Els compositors de finals del XIX li van dedicar moltes de les obres que escrivien per a aquest instrument. Encara que no es considerava músic professional, oferia concerts en públic, tocava en representacions de òpera i va pertànyer a diverses agrupacions.
Incansable promotor de la música clàssica, va presidir la Societat de Concerts del Circo Rivas de Madrid, i la seva continuadora del Teatro del Príncipe Alfonso; després la Sociedad Filarmónica, i últimament la Sociedad de Conciertos de Madrid (1879-1884), en la qual va plasmar la seva empremta wagneriana. En aquesta orquestra va introduir la figura del director convidat, portant com a tal a Saint-Saëns en 1880. I complert el termini de cinc anys en el càrrec —màxim que permetien els estatuts— va ser nomenat president honorari.
En 1879 el rei Alfons XII li va nomenar professor honorari de flauta de la Reial Capella de Música, que dirigia el mestre Zubiaurre, havent renunciat a qualsevol retribució i a ocupar plaça de número si hi hagués vacants. Va ser membre de nombrosos jurats de concursos i tribunals de oposició. En 1882, el que havia de proveir la càtedra de flauta del Conservatori de Madrid va implantar, a instància seva, el sistema Boehm en el programa oficial de proves i ensenyament.

## Carrera política
Amb 45 anys, i arran del ascens al tron de Alfons XII, va començar a intervenir en política afiliat al Partit Conservador. En 1876 va substituir Agustín Esteban Collantes com a diputat a Corts pel districte de Saldaña a les constituents de la Restauració.
Després de ser regidor i tinent d'alcalde de l'ajuntament de Madrid, va ser alcalde de Madrid entre el 21 de gener de 1884 i el 5 d'abril de 1885. Durant el seu govern municipal es va inaugurar la Presó Model, es van acabar les obres de l'església de San Andrés de los Flamencos i va escometre alguns infortunis: un incendi a l'Armeria Reial i una crescuda del riu Manzanares, que va causar extensos danys.
El 22 de febrer de 1893 va succeir al seu germà el marquès de Viana com a governador civil de la província de Madrid, sent ministre de la Governació Elduayen amb el VII Govern Cánovas. Va cessar el 3 de novembre del mateix any.
Va ser president de la Diputació Provincial de Madrid des del 4 de novembre de 1896 fins al 13 de novembre de 1898, i després del seu cessament va romandre com a diputat provincial pel districte de Palacio fins al moment de la seva mort, dos mesos després.

## Distincions
Va ser cavaller mestrant de Saragossa, i des de 1865 va ostentar el títol de marquès de Bogaraya per cessió del seu pare. El rei Alfons XII li va atorgar la clau de gentilhome de la seva cambra i li va condecorar amb les grans creus de les Ordes de Carles III i Isabel la Catòlica.
Va morir en Madrid el 13 de gener de 1899.